# Cantón de Rémalard
El cantón de Rémalard era una división administrativa francesa, que estaba situada en el departamento de Orne y la región de Baja Normandía.

## Composición
El cantón estaba formado por doce comunas:
- Bellou-sur-Huisne
- Boissy-Maugis
- Bretoncelles
- Condeau
- Condé-sur-Huisne
- Coulonges-les-Sablons
- Dorceau
- La Madeleine-Bouvet
- Maison-Maugis
- Moutiers-au-Perche
- Rémalard
- Saint-Germain-des-Grois

## Supresión del cantón de Rémalard
En aplicación del Decreto nº 2014-247 de 25 de febrero de 2014, el cantón de Rémalard fue suprimido el 22 de marzo de 2015 y sus 12 comunas pasaron a formar parte del nuevo cantón de Bretoncelles.